# Desiderata
För andra betydelser, se Desiderata (olika betydelser).
Desiderata (latin för ting/person att åtrå) är en känd text skriven år 1927 av Max Ehrmann (1872—1945). En tidigare uppfattning var att texten är avsevärt äldre och hittades i Baltimores Old St. Paul's Church år 1692, när den alltså i själva verket skrevs år 1927. Anledningen till missförståndet var att pastor Frederick Kates använde texten i en samling han sammansatt. Överst på utdelningsmaterialet skrev han Old St. Paul's Church, Baltimore A.C. 1692. (kyrkan han jobbade i som byggdes år 1692) och efter att materialet skickats från hand till hand uppstod missförståndet.